# Случаите на Корморан Страйк
Случаите на Корморан Страйк (на английски: Strike) е британски криминален драматичен сериал, базиран на поредицата от книги Корморан Страйк на Дж. К. Роулинг, написани под псевдонима Робърт Галбрейт. Премиерата на сериала е на 27 август 2017 г. по Би Би Си 1.
Сериалът проследява Корморан Страйк (Том Бърк), ветеран от войната, превърнал се в частен детектив, работещ от малък офис в Лондон, който използва уникалната си проницателност и опита си като следовател в отдела за специални разследвания, за да разрешава сложни случаи, които са убягнали полицията заедно с неговата асистентка, впоследствие бизнес партньор, Робин Елакот (Холидей Грейнджър).
Към момента са продуцирани и излъчени деветнадесет епизода, разпределени в шест сезона, като всеки сезон е адаптиран съответно върху романите Зовът на кукувицата (2013), Копринената буба (2014), В служба на злото (2015), Смъртоносно бяло (2018), Тревожна кръв (2020) и Мастиленочерно сърце (2022) съответно.

## Актьори

### Главен актьорски състав
- Том Бърк – Корморан Блу Страйк
- Холидей Грейнджър – Робин Елакот

### Поддържащи актьори
- Кер Логан – Матю Кънлиф
- Бен Кромптън – Шанкър
- Наташа О'Кийф – Шарлот Кембъл
- Килиън Скот – Ерик
- Ан Акин – Ванеса
- Саргон Йелда – Ричард Анстис
- Кейтлин Инес Едуардс – Илса Хърбърт
- Джак Грийнлес – Сам Бъркли
- Сара Суини – Луси

### Гост-актьори

#### с. 1:Зовът на кукувицата
- Шан Филипс – Лейди Ивет Бристол
- Мартин Шоу – Тони Ландри
- Дейвид Евъри – Нико Коловас-Джонс
- Лео Бил – Джон Бристол
- Тара Фицджералд – Танси Бестигуи
- Амбър Андерсън – Киара Портър
- Кадиф Кирван – Ги Соме
- Бронсън Уеб – Еван Дъфийлд
- Еларика Джонсън – Лула Ландри
- Браян Бовел – Дерек Уилсън

#### с. 2:Копринената буба
- Дороти Аткинсън – Катрин Кент
- Моника Долан – Леонора Куин
- Доминик Мафам – Джери
- Тим Макинърни – Даниел Чард
- Питър Съливан – Андрю Фанкорт
- Джеръми Суифт – Оуен Куин
- Лия Уилямс – Лис Тейсъл
- Сара Горди – Орландо Куин

#### с. 3:В служба на злото
- Андрю Брук – Ниал Бронкбенк
- Емануела Коул – Алиса
- Джесика Гунинг – Холи Бронкбенк
- Мат Кинг – Джеф Уитейкър
- Нийл Маскъл – Доналд Ланг
- Кирстен Уаринг – Леда Страйк

#### с. 4:Смъртоносно бяло
- Ник Блъд – Джими Найт
- Робърт Гленистър – Джаспар
- Джоузеф Куин – Били Найт
- Софи Уинкелман – Кинвара
- Кристина Коул – Изи
- Адам Лонг – Раф
- Натали Гумед – Лорелей
- Сафрон Кумбел – Флик Пардю
- Дани Ашок – Амир Малик
- Робърт Пуг – Геран Уин

#### с. 5:Тревожна кръв
- Джонас Армстронг – Сол Морис
- Линда Басет – Джоан Нанкароу
- Фионула Фланаган – Она Кенеди
- Сутара Гейл – Ким Съливан
- Абигейл Лори – Марго Бамбору
- Иън Редфорд – Тед Нанкароу
- Рут Шийн – Пат Чонси
- Анди де ла Тур – Нико Ричи
- Софи Уард – Ана Филипс
- Кирстен Уаринг – Леда Страйк
- Майкъл Бърн – Рой Филипс
- Ана Калдър-Маршал – Джанис Бети
- Чери Лунги – Глория Конти
- Карол Макрийди – Ирене Хиксън
- Мандав Шарма – Д-р Динеш Гупта

#### с. 6:Мастиленочерно сърце
- Джейкъб Ейбрахам – Джош Блей
- Илън Бейли – Нилс Де Юнг
- Кевин Бишъп – Уоли Кардю
- Елси Чапъл – Кеа Нивън
- Джак Донахю – Гас Ъпкот
- Ема Филдинг – Катя Ъпкот
- Мирън Мак – Еди Ледуел
- Крисчън Маккей – Иниго Ъпкот
- Джеймс Нелсън-Джойс – Пес Пиърс
- Люк Норис – Филип Ормонд
- Дейвид Уестхед – Грант Ледуел Grant Ledwell

## Производство и развитие
На 10 декември 2014 г. е обявено, че поредицата от романи за Корморан Страйк, написана от Дж. К. Роулинг под псевдонима Робърт Галбрайт, ще бъде адаптирана за телевизията от Би Би Си и излъчена по Би Би Си 1, започвайки със Зовът на кукувицата. Две години по-късно е потвърдено, че сериалът ще има общо седем епизода по шестдесет минути, като снимките ще започнат в Лондон през есента на 2016 г. Том Бърк е обявен за ролята на Корморан Страйк през септември 2016 г. докато Холидей Грейнджър е обявена в ролята на Робин Елакот през ноември 2016 г.
Бен Ричардс адаптира Зовът на кукувицата, а Том Едж – Копринената буба, В служба на злото, Смъртоносно бяло и Тревожна кръв. Ричардс заявява, че сериалът е „много различен тонално и визуално от други криминални драми“. Той сравнява Случаите на Корморан Страйк с британското детективско телевизионно шоу Morse. По подобен начин Едж коментира, че „хората използват старомоден като пейоративна дума, но за мен това е част от причината, поради която тези книги и, надявам се, телевизионният сериал се приемат толкова добре“.

## Епизоди
| Сезон | Сезон | Епизоди | Оригинално излъчване | Оригинално излъчване | Зрители във Великобритания (в млн.) |
| Сезон | Сезон | Епизоди | Начало               | Край                 | Зрители във Великобритания (в млн.) |
| ----- | ----- | ------- | -------------------- | -------------------- | ----------------------------------- |
|       | 1     | 3       | 27 август 2017       | 3 септември 2017     | 8.45                                |
|       | 2     | 2       | 10 септември 2017    | 17 септември 2017    | 8.35                                |
|       | 3     | 2       | 25 февруари 2018     | 4 март 2018          | 8.08                                |
|       | 4     | 4       | 30 август 2020       | 13 септември 2020    | 7.82                                |
|       | 5     | 4       | 11 декември 2022     | 19 декември 2022     | 6.92                                |
|       | 6     | 4       | 16 декември 2024     | 24 декември 2024     |                                     |

## Прием
Зовът на кукувицата получава като цяло положителни отзиви от критиците. Сайтът Rotten Tomatoes му дава рейтинг на одобрение от 85%, въз основа на 20 отзива и среден резултат от 6,8/10. Консенсусът на критиците на уебсайта гласи: „Телевизионната адаптация предоставя забавен детективски сериал, който вярно и ефективно се придържа към жанровите тропи“. Морган Джефри от Digital Spy, който гледа първия епизод, хвали изпълненията на Бърк и Грейнджър, наричайки изпълнението на Бърк „откровение“.
По същия начин, адаптацията на Копринената буба е посрещната с положителни отзиви, като критиците отново хвалят изпълненията на Бърк и Грейнджър. Първият епизод обаче е критикуван, в който е показана на сцена на самоубийство по време на Световния ден за предотвратяване на самоубийствата, което кара някои зрители да твърдят, че тази сцена е нечувствителна.
В служба на злото има 88% рейтинг на одобрение от Rotten Tomatoes, въз основа на 8 отзива и среден резултат 7 от 10.
Смъртоносно бяло получава 73% рейтинг на одобрение от Rotten Tomatoes въз основа на 11 отзива и среден резултат от 5,6/10.